# 필리핀해판
필리핀해판(Philippine Sea Plate) 또는 필리핀판(Philippine Plate)은 동쪽은 이즈-오가사와라 해구와 마리아나 해구, 북쪽에서 서쪽에 걸쳐서는 난카이 트로프·류큐 해구·필리핀 해구 등에 둘러싸인 해양판이다.

## 개요
필리핀판이 유라시아판의 밑으로 가라앉고 있어서, 판 경계 지진인 도카이 지진(미나미칸토 ~ 도카이), 도난카이 지진(도카이 ~ 난키), 난카이 지진(난키 ~ 시코쿠)이 일어난다고 상정하고 있다. 1923년의 간토 대지진을 일으킨 제2차 간토 지진도, 필리핀판의 활동에 의한 지진이라고 여겨진다.
그리고 필리핀판은 동일본에서도 활동한 흔적을 남기고 있다. 단자와 산지는, 필리핀판(이즈반도)의 북아메리카판에의 충돌에 의한 융기로 형성된 지형이고, 충돌의 현장이 간나와 단층이다. 그 노두(露頭)가, 시즈오카현 오야마정 부근 등에서 보인다.

## 같이 보기
- 판
- 이즈-오가사와라 해구 (←태평양판이 섭입)
- 마리아나 해구 (←태평양판이 섭입)
- 필리핀 해구 (←유라시아판으로 섭입)
- 류큐 해구 (←유라시아판으로 섭입)
- 난카이 해곡 (←유라시아판으로 섭입)
- 스루가 해곡 (←유라시아판으로 섭입)
- 사가미 해곡 (←유라시아판으로 섭입)